# Adolf Deucher

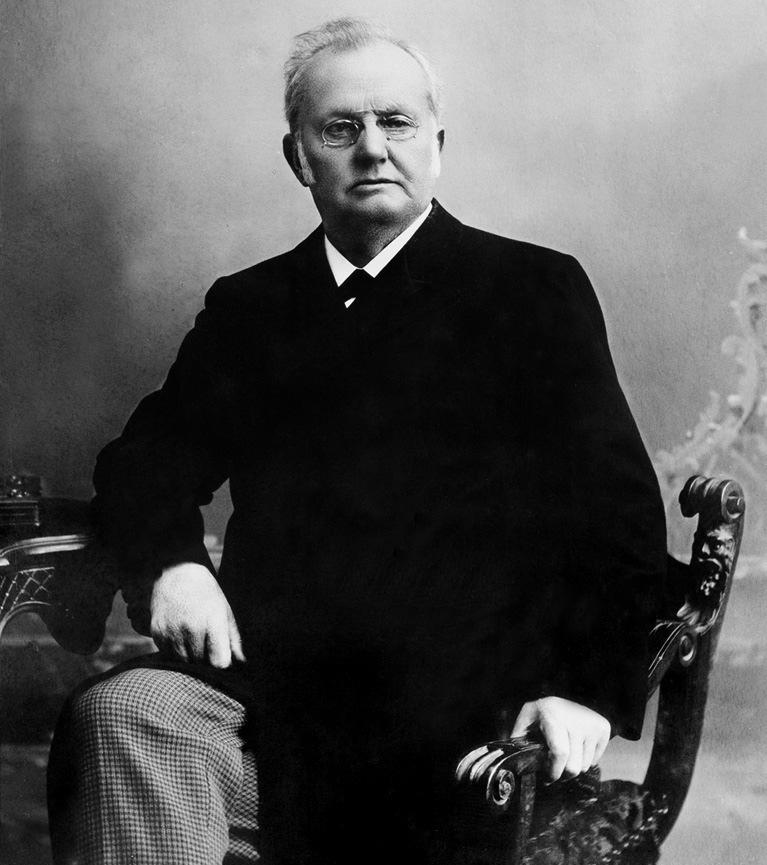
Adolf Deucher

Adolf Deucher (Wipkingen, 15 februari 1831 - Bern, 10 juli 1912) was een Zwitsers politicus.
Adolf Deucher was de zoon van een huisarts. Hijzelf trad ook in de voetsporen van zijn vader en hij studeerde medicijnen in Heidelberg, Praag, Wenen en Zürich. Van 1851 tot 1862 was hij arts te Steckborn en van 1862 tot 1879 in Frauenfeld.
In 1858 werd hij als opponent van Eduard Häberlin voor de Radicale Partij (voorloper van de Vrijzinnig-Democratische Partij) in de Grote Raad van het kanton Thurgau gekozen. Hij stemde er voor de instelling van het burgerlijk huwelijk en steunde het behoud van de confessioneel gemengde scholen. Hij was echter gekant tegen de sluiting van het klooster van St. Katharinental (1869). Van 1871 tot 1872 was Deucher voorzitter van de Grote Raad van Thurgau. Hij was een voorstander van de totale grondwetsherziening.
Deucher was van 1869 tot 1872 lid van de Nationale Raad (federaal parlement) en in die functie deed hij zich gelden als voorstander van een verdere centralisatie van de bondsstaat. In 1872 stapte hij om meningsverschillen binnen de fractie der radicalen uit de Nationale Raad. In 1872 was hij een van de oprichters van de Zwitserse Vrijzinnige Vereniging (in 1892 omgezet in Vrijzinnig-Democratische Partij) en een jaar later werd hij tot voorzitter van Thurgause afdeling gekozen. In 1879 werd hij opnieuw in de Nationale Raad gekozen (voorzitter van 1882 tot 1883) en deed hij zijn intrede in de Regeringsraad van het kanton Thurgau waar hij achtereenvolgend de departementen van Opvoeding, Sanitaire Voorzieningen en Kerkelijke Zaken beheerde. Van 1 juni 1880 tot 31 mei 1881 was hij voorzitter van de Regeringsraad van Thurgau.
Adolf Deucher werd op 10 april 1883 in de Bondsraad gekozen. Hij bleef in de Bondsraad tot zijn dood op 10 juli 1912. Tijdens zijn ambtstermijn beheerde hij de volgende departementen:
- 1883: Departement van Justitie en Politie
- 1884: Departement van Posterijen en Spoorwegen
- 1885: Departement van Binnenlandse Zaken
- 1886: Departement van Politieke Zaken
- 1887: Departement van Handel en Landbouw
- 1888-1895: Departement van Industrie en Landbouw
- 1896: Departement van Handel, Industrie en Landbouw
- 1897: Departement van Politieke Zaken
- 1898-1902: Departement van Handel, Industrie en Landbouw
- 1903: Departement van Politieke Zaken
- 1904-1908: Departement van Handel, Industrie en Landbouw
- 1909: Departement van Politieke Zaken
- 1910-1912: Departement van Handel, Industrie en Landbouw[1]

Als minister van Economische Zaken (Handel, Industrie en Landbouw) legde hij de fundamenten voor de Zwitserse verzorgingsstaat.
Adolf Deucher was in 1885, 1896, 1902 en 1908 vicepresident en in 1886, 1897, 1903 en 1909 bondspresident. Hij combineerde het bondspresidentschap telkens met het ministerschap van Buitenlandse Zaken (Politieke Zaken).
Hij overleed aan ouderdom. Adolf Deucher werd begraven op het Bremgartenfriedhof (Bern).
Zijn zoon Adolf Deucher (1861-1910) was lid van de Kantonsraad van Thurgau en medeoprichter (1891) van Democratische Partij van Thurgau.